# Маунт-Гіброн (Каліфорнія)
Маунт-Гіброн (англ. Mount Hebron) — переписна місцевість (CDP) в США, в окрузі Сискію штату Каліфорнія. Населення — 103 особи (2020).

## Географія
Маунт-Гіброн розташований за координатами 41°47′8″ пн. ш. 122°0′30″ зх. д. / 41.78556° пн. ш. 122.00833° зх. д. (41.785456, -122.008195).  За даними Бюро перепису населення США в 2010 році переписна місцевість мала площу 1,85 км², уся площа — суходіл.

## Демографія
Згідно з переписом 2010 року, у переписній місцевості мешкало 95 осіб у 32 домогосподарствах у складі 20 родин. Густота населення становила 51 особа/км².  Було 43 помешкання (23/км²).
Расовий склад населення:
| - 76,8 % — білих - 1,1 % — корінних американців - 18,9 % — осіб інших рас |

До двох чи більше рас належало 3,2 %. Частка іспаномовних становила 43,2 % від усіх жителів.
За віковим діапазоном населення розподілялося таким чином: 17,9 % — особи молодші 18 років, 65,3 % — особи у віці 18—64 років, 16,8 % — особи у віці 65 років та старші. Медіана віку мешканця становила 42,3 року. На 100 осіб жіночої статі у переписній місцевості припадало 131,7 чоловіків;  на 100 жінок у віці від 18 років та старших — 151,6 чоловіків також старших 18 років.
Цивільне працевлаштоване населення становило 12 особи. Основні галузі зайнятості: освіта, охорона здоров'я та соціальна допомога — 100,0 %.